# Jean Brenner
Jean Brenner   (Mülhausen, 23 d'abril de 1937 - Mülhausen, 21 de febrer de 2009) va ser un pintor de Mulhouse, França.

## Vida i obra
Brenner provenia d'una família d'artistes d'Alsàcia; el seu pare Josep era el professor de dibuixos tèxtils. L'any 1956, Jean Brenner va començar els seus estudis a l'Ecole municipale des Beaux Arts. De 1960 a 1962, va viatjar pel nord d'Àfrica. El 1964 va estudiar a l'Ecole des Arts Décoratifs d'Estrasburg. Brenner es va convertir en professor d'art en aquella escola, abans de dedicar-se a un treball intensiu d'estudi per preparar la seva primera exposició internacional. La seva obra es va mostrar el 1971 a la ciutat de Nova York (dues vegades) i Berlín. Va rebre la Palma d'Or de les Belles Arts a Monte-Carlo el 1972 i va exposar a Roma.
Des d'aleshores, han seguit moltes més exposicions i honors. Va fer la seva primera exposició i retrospectiva a la seva ciutat natal de Mulhouse al Musée des Beaux Arts de la Villa Steinbach a la tardor de 2008.
Els mitjans de Brenner són molt diversos, incloent tècniques com el gravat, la litografia, el collage i la fotografia. Les seves pintures van des de bodegons amb flors i paisatges plens fins a retrats abstractes en blanc i negre. Algunes de les seves obres fan referència a Cézanne i Monet. Parlava amb fluïdesa francès, alemany, anglès i el seu alsacià natal.
Jean Brenner va morir el febrer de 2009.

## Premis
- 1972 Palma d'Or de les Belles Arts, Monte-Carlo